# Дом Кибург
Дом Кибург (на немски: Haus Kyburg, Kiburg) са благороднически род от днешна Северна и Източна Швейцария.
Графовете на Кибург са стара странична линия на швабските графове на Дилинген в Бавария, които носят името на дворец Кибург (построен през 1027 г.) в днешния Кантон Цюрих. По майчина линия те са потомци на Рудолф фон Хабсбург.
След измирането на Кибургите по мъжка линия през 1263 г. се създава чрез женско наследство хабсбургския фамилен клон Кибург-Бургдорф (Kyburg-Burgdorf) или Нов Кибург (Neu-Kyburg), който съществува от 1273 до 1417 г.
За прародител на Кибургите се смята Готфрид (640 – 709), алемански херцог на херцогство Швабия от династията Агилолфинги. Граф Хартман I фон Дилинген († 1121) получава чрез женитбата си през 1065 г. за наследничката Аделхайд фон Винтертур-Кибург от род Удалрихинги големи територии в Северна Швейцария в Тургау и замък Кибург. За тяхната защита той разширява замък Кибург. Неговият син Улрих I фон Кибург-Дилинген († 1227) е епископ на Констанц от 1111 до 1127 г., а внукът му Хартман III фон Дилинген като Хартман I фон Кибург получава собственостите в Швейцария. Чрез измирането на херцозите на Церинген през 1218 г. фамилията разширява територията си чрез Анна фон Церинген, съпругата на граф Улрих III фон Кибург († 1227), която е сестра на херцог Берхтолд V.
Графството Кибург съществува от XI век до 1798 г.